# Patinação artística nos Jogos Olímpicos de Inverno de 1956 - Duplas
A competição de duplas da patinação artística nos Jogos Olímpicos de Inverno de 1956 foi disputado entre 11 duplas.

## Medalhistas
| Ouro   | AUT Sissy Schwarz / Kurt Oppelt   |
| Prata  | CAN Frances Dafoe / Norris Bowden |
| Bronze | HUN Marianna Nagy / László Nagy   |

## Resultados
| #                 | Nome                              | País                   | Pontos | Pos. |
| ----------------- | --------------------------------- | ---------------------- | ------ | ---- |
| Medalha de ouro   | Sissy Schwarz / Kurt Oppelt       | AUT Áustria            | 11.31  | 14   |
| Medalha de prata  | Frances Dafoe / Norris Bowden     | CAN Canadá             | 11.32  | 16   |
| Medalha de bronze | Marianna Nagy / László Nagy       | HUN Hungria            | 11.03  | 32   |
| 4                 | Marika Kilius / Franz Ningel      | EUA Equipe Alemã Unida | 10.98  | 35.5 |
| 5                 | Carole Ann Ormaca / Robin Greiner | USA Estados Unidos     | 10.71  | 56   |
| 6                 | Barbara Wagner / Robert Paul      | CAN Canadá             | 10.74  | 54.5 |
| 7                 | Lucille Ash / Sully Kothman       | USA Estados Unidos     | 10.63  | 59.5 |
| 8                 | Vera Suchánkova / Zdenek Dolezal  | TCH Checoslováquia     | 10.53  | 68.5 |
| 9                 | Elisabeth Ellend / Konrad Lienert | AUT Áustria            | 10.38  | 77   |
| 10                | Joyce Coates / Anthony Holles     | GBR Grã-Bretanha       | 10.00  | 88   |
| 11                | Patricia Krau / Rodney Ward       | GBR Grã-Bretanha       | 9.86   | 93   |

Legenda
| Recorde mundial      | Recorde mundial (World record)               |                       | Recorde africano                      | Recorde africano (African) |                                           | Q | Classificado por posição (Qualified) |
| Recorde olímpico     | Recorde olímpico (Olympic record)            | Recorde da América    | Recorde da América (Americas)         | q                          | Classificado por melhor tempo (Qualified) |   |                                      |
| Melhor marca do ano  | Melhor marca do ano (World leading)          | Recorde asiático      | Recorde asiático (Asian)              | DNS                        | Não largou (Did not start)                |   |                                      |
| Recorde nacional     | Recorde nacional (National record)           | Recorde europeu       | Recorde europeu (European)            | DNF                        | Não terminou (Did not finish)             |   |                                      |
| Recorde pessoal      | Recorde pessoal do atleta (Personal best)    | Recorde da Oceania    | Recorde da Oceania (Oceania)          | DSQ / DQ                   | Desclassificado (Disqualified)            |   |                                      |
| Recorde da temporada | Recorde da temporada do atleta (Season best) | Recorde sul-americano | Recorde sul-americano (South America) | NM                         | Sem marca (No mark)                       |   |                                      |